# Grønlandsmesterskabet i badminton
Grønlandsmesterskabet i badminton er det grønlandske mesterskab i badminton. Turneringen har været afholdt siden 1980.

## Tidligere vindere
| År   | Mændenes single       | Kvindernes single      | Mændenes double                       | Kvindernes double                        | Mixed double                            |
| ---- | --------------------- | ---------------------- | ------------------------------------- | ---------------------------------------- | --------------------------------------- |
| 1980 | Albrecht Damgaard     | Hansignaraq Lennert    | Albrecht Damgaard Karl Stephenson     | Hansignaraq Lennert Inger Marie Sorensen | Albrecht Damgaard Anni Iverson          |
| 1981 | Lennart Hansen        | Albertine Olsen        | Albrecht Damgaard Lennart Hansen      | Anne Lise Kreutzmann Margit Motzfeldt    | Lennart Hansen Anni Olesen              |
| 1982 | Lennart Hansen        | Albertine Olsen        | Albrecht Damgaard Lennart Hansen      | Anne Lise Kreutzmann Margit Motzfeldt    | Lennart Hansen Anni Olesen              |
| 1983 | Lennart Hansen        | Susanne Sørensen       | Albrecht Damgaard Lennart Hansen      | Susanne Sørensen Anni Damgaard           | Erling Sørensen Susanne Sørensen        |
| 1984 | Albrecht Damgaard     | Susanne Sørensen       | Albrecht Damgaard Lennart Hansen      | Susanne Sørensen Anni Damgaard           | Erling Sørensen Susanne Sørensen        |
| 1985 | Lennart Hansen        | Dorthe Andersen        | Albrecht Damgaard Lennart Hansen      | Anne Marie Hoegh Nanna Hoegh             | Lennart Hansen Anni Damgaard            |
| 1986 | Lennart Hansen        | Dorthe Andersen        | Albrecht Damgaard Lennart Hansen      | Janne Brandt Anette Hjerresen            | Lennart Hansen Anni Damgaard            |
| 1987 | Lennart Hansen        | Juliane Bronlund       | Albrecht Damgaard Lennart Hansen      | Janne Brandt Anette Hjerresen            | Lennart Hansen Janne Brandt             |
| 1988 | Lennart Hansen        | Janne Brandt           | Albrecht Damgaard Lennart Hansen      | Janne Brandt Anette Hjerresen            | Lennart Hansen Anne Marie Hoegh         |
| 1989 | Albrecht Damgaard     | Janne Brandt           | Tom Stilling Carsten Frank Hansen     | Janne Brandt Anette Hjerresen            | Lennart Hansen Janne Brandt             |
| 1990 | Albrecht Damgaard     | Janne Brandt           | Albrecht Damgaard Lennart Hansen      | Janne Brandt Lotte Trussel               | Tom Stilling Lotte Trussel              |
| 1991 | Lennart Hansen        | Lotte Trussel          | Albrecht Damgaard Lennart Hansen      | Anni Damgaard Lotte Trussel              | Tom Stilling Lotte Trussel              |
| 1992 | Lennart Hansen        | Albertine Filemonsen   | Albrecht Damgaard Lennart Hansen      | Lisa Nathansen Albertine Filemonsen      | Tom Stilling Lotte Trussel              |
| 1993 | Albrecht Damgaard     | Nanna Damborg          | Tom Stilling Kim Holmgaard            | Tina Ingemann Nanna Damborg              | Tom Stilling Anni Damgaard              |
| 1994 | Lennart Hansen        | Albertine Filemonsen   | Tom Stilling Kim Holmgaard            | Gitte Absalonsen Juliane Bronlund        | Tom Stilling Anni Damgaard              |
| 1995 | Lennart Hansen        | Nanna Damborg          | Carsten Frank Hansen Kim Holmgaard    | Tina Ingemann Nanna Damborg              | Lennart Hansen Albertine Filemonsen     |
| 1996 | Lennart Hansen        | Heidi Skov             | Lenart Hansen Tom Stilling            | Tina Ingemann Birgithe Th. Hoegh         | Tom Stilling Anni Damgaard              |
| 1997 | Albrecht Damgaard     | Heidi Skov             | Kim Holmgaard Carsten Frank Hansen    | Heidi Skov Lisbeth Jerimiassen           | Frank Bagger Heidi Skov                 |
| 1998 | Albrecht Damgaard     | Lisbeth Jerimiassen    | Lennert Hansen Tom Stilling           | Lisbeh Jerimiassen Juliane B. Johansen   | Stephen Bihl Anni Damgaard              |
| 1999 | Albrecht Damgaard     | Albertine Filemonsen   | Lennert Hansen Albrecht Damgaard      | Juliane B. Johansen Tine Ingemann        | Tom Stilling Juliane B. Johansen        |
| 2000 | Frank Bagger          | Lisbeth Jerimiassen    | Albrecht Damgaard Frank Bagger        | Sonja Sorensen Una Langgaard             | Tom Stilling Juliane Bronlund           |
| 2001 | Frank Bagger          | Heidi Skov             | Tom Stilling Lennert Hansen           | Susanne Wallbohm Nauja Banco             | Frank Bagger Heidi Skov                 |
| 2002 | Frank Bagger          | Heidi Skov             | Tom Stilling Kim Holmgaard            | Heidi Skov Lisbeth Jeremiassen           | Frank Bagger Heidi Skov                 |
| 2003 | Mininnguaq Kleist     | Heidi Skov             | Frank Bagger Bror Madsen              | Heidi Skov Lisa Nathansen                | Frank Bagger Heidi Skov                 |
| 2004 | Mininnguaq Kleist     | Helene Jansen          | Bror Madsen Peri Fleischer            | Tina Ingemann Hansigaaraq Boassen        | Bror Madsen Gitte Absalonsen            |
| 2005 | Frederik Elsner       | Pilunnguaq Chemnitz    | Frank Bagger Bror Madsen              | Pilunnguaq Chemnitz Karen Christensen    | Tom Nielsen Else Høegh Møller           |
| 2006 | Frederik Elsner       | Heidi Skov             | Frank Bagger Bror Madsen              | Aviaaja Geisler Heidi Skov               | Frank Bagger Heidi Skov                 |
| 2007 | Bror Madsen           | Mille Schiøtt Kongstad | Frederik Elsner Eigil Bay Johansen    | Else Høegh Møller Mille Schiøtt Kongstad | Bror Madsen Juliane B. Johansen         |
| 2008 | Bror Madsen           | Mille Schiøtt Kongstad | Frederik Elsner Mininnguaq Kleist     | Aviaaja Geisler Mille Schiøtt Kongstad   | Bror Madsen Juliane B. Johansen         |
| 2009 | Bror Madsen           | Mille Schiøtt Kongstad | Frederik Elsner Mininnguaq Kleist     | Aviaaja Geisler Mille Schiøtt Kongstad   | Bror Madsen Juliane B. Johansen         |
| 2010 | Bror Madsen           | Mille Kongstad         | Frederik Elsner Mininnguaq Kleist     | Aviaaja Geisler Mille Kongstad           | Bror Madsen Juliane B. Johansen         |
| 2011 | Frederik Elsner       | Sara L. Jacobsen       | Frederik Elsner Mininnguaq Kleist     | Juliane B. Johansen Tina Madsen          | Mininnguaq Kleist Susanne Wahlbom       |
| 2012 | Frederik Elsner       | Sara L. Jacobsen       | Frederik Elsner Mininnguaq Kleist     | Rina Lorentzen Sara L. Jacobsen          | Jens Frederik Nielsen Rina Lorentzen    |
| 2013 | Bror Madsen           | Mille Kongstad         | Bror Madsen Taatsi Pedersen           | Aviaaja Geisler Mille Kongstad           | Bror Madsen Juliane Brønlund            |
| 2014 | Jens Frederik Nielsen | Pernille Levinsky      | Jens Frederik Nielsen Mads Nyvold     | Susanne Wahlbom Pernille Levinsky        | Jens Frederik Nielsen Pernille Levinsky |
| 2015 | Bror Madsen           | Anja Skov Kjeldsen     | Bror Madsen Karl Jakob Thomassen      | Aviaaja Geisler Hedvig Broberg           | Bror Madsen Juliane Brønlund            |
| 2016 | Frederik Elsner       | Sara L. Jacobsen       | Frederik Elsner Jens Frederik Nielsen | Susanne Wahlbom Sara L. Jacobsen         | Frederik Elsner Susanne Wahlbom         |
| 2017 | Jens Frederik Nielsen | Sara L. Jacobsen       | Frederik Elsner Jens Frederik Nielsen | Susanne Wahlbom Sara L. Jacobsen         | Jens Frederik Nielsen Malu P. Degn      |
| 2018 | Jens Frederik Nielsen | Milka Brønlund         | Frederik Elsner Jens Frederik Nielsen | Cecilia Josefsen Pilunnguaq A. Hegelund  | Jens Frederik Nielsen Malu P. Degn      |